# Markt Nordheim
Markt Nordheim è un comune tedesco di 1 174 abitanti,, situato nel land della Baviera.